# 高庙镇 (太和县)
高庙镇，是中华人民共和国安徽省阜阳市太和县下辖的一个乡镇级行政单位。

## 行政区划
高庙镇下辖以下地区：
高庙村、廉庙村、刘平村、大松村、刘大桥村和姜楼村。